# Diplôme d'État d'infirmier
Pour les articles homonymes, voir DEI.
Le diplôme d'État d'infirmier (DEI) est un diplôme qui est réglementairement exigé en France pour accéder à la profession d'infirmier.
Ce DEI peut être obtenu dans un institut de formation en soins infirmiers (IFSI) où une formation en alternance débouche sur la présentation à l’examen du diplôme.
L'admission dans un IFSI se fait au niveau du baccalauréat (obligatoire) en formation initiale — moyennant l’usage de la plate-forme Parcoursup — et, pour les candidats justifiant d'une expérience professionnelle d'au moins trois ans, sur dossier (éventuellement avec tests écrits et/ou oraux).

## La réforme LMD
La réingénierie du diplôme d'infirmier tient compte du contexte social actuel, à savoir le vieillissement de la population, l'évolution et l'exigence de la qualité des soins. Ces évolutions ont nécessité la mise en place d'une nouvelle organisation du système de santé français : la réforme hospitalière, la loi HPST, la création de l'ordre national Infirmier...
L'évolution du métier d'infirmier devient nécessaire : grâce à la signature des accords de Bologne, il s'ouvre sur l'universitarisation de sa formation au sein du système licence-master-doctorat (LMD). La revalorisation salariale en lien avec le grade licence. La possibilité pour les professionnels de poursuivre leur cursus et d'avoir accès à d'autres formations universitaires (master...), et l'accès au doctorat facilité. Les infirmiers pourront également s'engager dans des projets de recherche. Le programme hospitalier de recherche infirmier (PHRI) vient désormais compléter les autres programmes hospitaliers de recherches existants.

### Accès à l'enseignement
L'accès aux études est règlementé. L'entrée en institut de formation en soins infirmiers s'effectue par sélection de dossier via la plateforme Parcoursup ou par concours pour les candidats issus de la formation professionnelle continue. Il est recommandé d'avoir suivi des enseignements scientifiques au lycée afin d'aborder sereinement la formation exigeante de 36 mois, néanmoins tous les profils sont acceptés.

### L'enseignement
Les IFSI (Institut de Formation en Soins Infirmiers) forment en 36 mois les futurs professionnels aux métier d'infirmier diplômé d'état (IDE) qui est depuis 2009 un équivalent universitaire de licence.
La formation se fait en alternance se déroulant 50 % en institut de formation (apport théorique) et 50 % en stages pratiques en milieu intra ou extra-hospitalier. Les temps de stage ne sont pas rémunérés au titre de l'alternance, les étudiants sont indemnisés, et ce depuis septembre 2001. Ces indemnités (pour quatre semaines de stage) sont de 144 € en 1re année, 184 € en 2e année et 240 € en 3e année.
Les cours portent sur l'enseignement de connaissances médicales (maladies infectieuses, urologie, cardiologie, anatomie ou encore psychiatrie) et propre à la science infirmière (soins infirmiers spécifiques à chaque spécialité médicale, psychologie, législation, anthropologie, éducation thérapeutique du patient). L'enseignement est divisé en Unités d'Enseignement qui ouvrent droit à attribution d'ECTS semestriels.
Les études sont sanctionnées par des partiels tous les semestres. Cependant, il est vrai pour tous les instituts qu'une note inférieure à 10 à l'une des UE doit être rattrapée à une prochaine session d'examens semestriels. En cas de difficultés, l'étudiant peut aussi avoir recours au report de formation qui lui permet de reprendre sa formation là où il l'avait laissée, un an après.
À la fin des études, une fois toutes les UE et les acquis en stages validés, le diplôme d'État d'infirmier est acquis.
Après l'obtention du diplôme d'État, le nouveau diplômé peut se spécialiser (moyennant un éventuel temps d'expérience requis), via une formation supplémentaire : IBODE (infirmier de bloc opératoire), puériculteur, IADE (infirmier anesthésiste), cadre de santé (par l'école des cadres, accessible sur concours). En embauche dans la fonction publique hospitalière, le fait d'être titulaire d'un des quatre diplômes d'État de spécialité, modifie le grade et la grille de rémunération. Après spécialisation, l'infirmier peut prétendre à un poste ne requérant pas la spécialité, sa grille de traitement ne change cependant pas.
Des possibilités de diplômes universitaires vont peu à peu remplacer l'ancien système de spécialisation dans le cadre de l'intégration de la formation infirmière dans le cursus LMD (Licence - Master - Doctorat). En France actuellement il existe un Master à Paris, l’objectif du Master 1 est de donner aux étudiants les fondamentaux en soins cliniques infirmiers leur permettant d’accéder au Master 2 spécialisé. Le Master 2 est à Marseille. Spécialité 1 : Infirmière de pratiques avancées en cancérologie en sciences infirmières. Spécialité 2 : Infirmière de pratiques avancées en gérontologie. Spécialité 3 : Infirmière coordinatrice de parcours complexes de soins. Par ailleurs, un dispositif de passerelle permet aux étudiants en soins infirmiers de candidater aux études de santé, pour accéder directement en deuxième ou troisième année.
Depuis 2011, un Master en sciences cliniques en soins infirmiers a vu le jour à la faculté de Saint Quentin en Yvelines en collaboration avec Sainte-Anne formation. Il comporte trois spécialités en Master 2 : spécialité 1 : soins palliatifs et douleur, spécialité 2 : psychiatrie, spécialité 3: maladies chroniques et dépendance.

### Être étudiant
Jusqu'en 2018, un étudiant en soins infirmiers (ESI) est une personne ayant satisfait au concours d'entrée en IFSI. Pour la rentrée 2019, le concours d'entrée a été supprimé, et l'admission se fera via la plateforme ParcourSup. Il suit des cours dans un Institut de formation en soins infirmiers, ainsi qu'un cursus de stages pratiques afin d'obtenir le diplôme d'État d'infirmier.
Les étudiants sont affiliés au ministère de la santé et non à celui de l'enseignement supérieur.
Cependant, d'après l'article 15 du décret no 87-155 du 5 mars 1987, « missions et organisation des œuvres universitaires » qui fonde les CROUS, les étudiants en soins infirmiers, qui disposent d'une carte d'étudiant, bénéficient en partie des prestations et services fournis par les CROUS.
Les bourses d'études et les financements des étudiants en formation initiale sont assurés par le Conseil régional.
Depuis 2009 et la manifestation du 12 mai 2011 des ESI, ces derniers ont reçu l'assurance d'être intégrés par les CROUS et pourront voir leurs droits d'étudiants au même niveau que les autres étudiants de l'enseignement supérieur.
La FNESI, Fédération Nationale des Etudiants en Soins Infirmiers est l'unique organisation qui regroupe les 94 000 ESI de France. La FNESI a vu le jour en octobre 2000.

## Programme
Arrêté du 31 juillet 2009
Il se décline en 10 compétences définies dans le référentiel métier d'infirmier. La durée de la formation est de 4200 heures sur 6 semestres. Ce temps est réparti de façon égal entre l'enseignement théorique et les stages cliniques. Par ailleurs il prévoit 900 heures de travail personnel.

### L'enseignement théorique
Il se déroule sous la forme de cours magistraux (750 heures / an), de travaux dirigés (1050 heures / an) et de travail personnel (un nombre incalculable d'heures /an).
La coordination pédagogique se fait conjointement entre l'université (sciences humaines, sociales, biologiques, droit...) ; et les IFSI (sciences et techniques infirmières).
Le domaine universitaire permet un renforcement important des savoirs scientifiques, favorisant la poursuite d'études après l'obtention du diplôme d'état, et insère l'anglais dans ses unités d'enseignement.

### Les stages
Le nombre de stages passe à 6 et la durée évolue entre 5 et 10 semaines.
4 types de stages sont envisagés : 
- les soins de courtes durées
- les soins en santé mentale et en psychiatrie
- les soins de longues durées, les soins de suites et de réadaptation
- les soins individuels ou collectifs sur des lieux de vie

Ces stages sont fondés sur l'analyse de situations cliniques et sur l'acquisition de 10 compétences. , suivi au travers d'un outil individuel et personnalisé : le Portfolio.

### Validation
Le diplôme d'État s'obtient par la validation de 180 ECTS en lien avec l'acquisition des 10 compétences du référentiel métier. Ceux-ci sont répartis en 120 ECTS pour les unités d'enseignement et 60 ECTS pour la formation clinique en stage.